# マーガレット・オニール・イートン

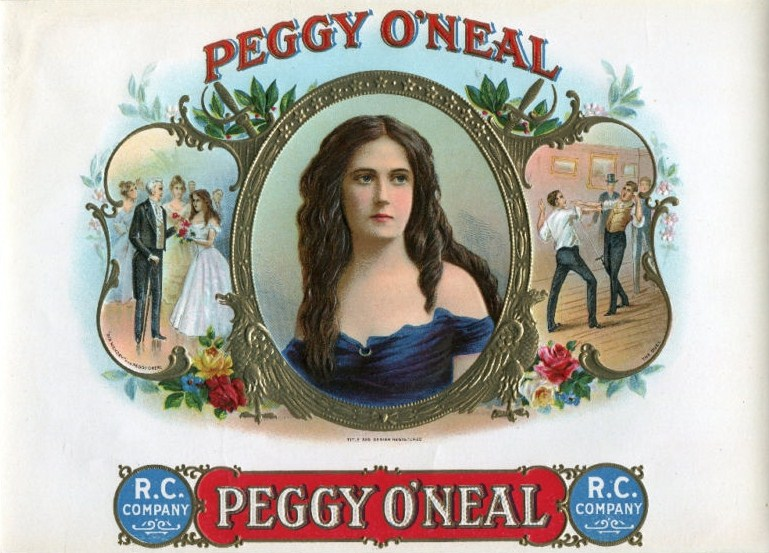
葉巻の箱に描かれたイラスト

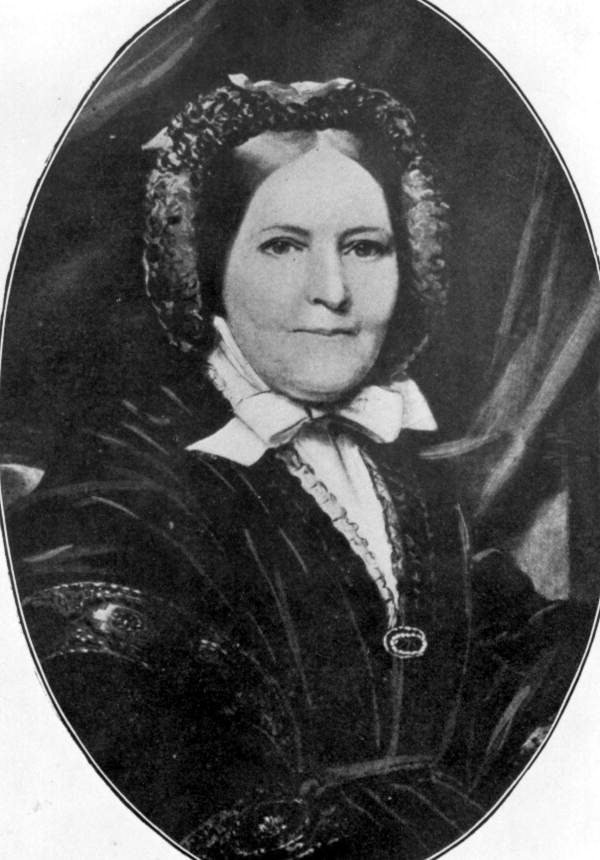
1834年か1835年の肖像

マーガレット・オニール・イートン（Margaret O'Neill Eaton , 1799年12月3日 - 1879年11月8日）は、ジョン・ヘンリー・イートン合衆国上院議員と結婚し、第7代アメリカ合衆国大統領アンドリュー・ジャクソン政権下で起きたペティコート事件における中心人物であった。アメリカ合衆国ワシントンD.C.出身。ペギー・イートンとしても知られている。
1936年に彼女をモデルとしたジョーン・クロフォード主演の映画『The Gorgeous Hussy』がアメリカで上映された。この映画は日本でも『豪華一代娘』という邦題で公開されている。

## 生い立ちと最初の結婚
マーガレットの父親はアメリカ合衆国の首都ワシントンD.C.で酒場や宿屋を経営していた。当時の酒場や宿屋は地方やコミュニティの情報や政治の交換場所であり、彼女は何人もの男性から求婚される魅力的な女性に育った。ある少年が彼女が原因で自殺したり、二人の男性が彼女をめぐって決闘を演じたり、ある男性と駆け落ちを試みて失敗したりしているが、これはすべて最初の結婚をする16歳以前の話であった。
1816年、16歳の時に海軍大尉を務めるジョン・B・ティンバーレイクと最初の結婚をした。しかし、夫は海軍の勤務で留守にすることが多く、マーガレットは夫が留守の間は父が経営する宿屋に帰っていた。この宿屋を常宿としていたジョン・ヘンリー・イートン合衆国上院議員とは次第に親密な関係になっていった。ところが、ワシントンD.C.の名流夫人達は彼女を淫らな女と見て軽蔑し、夫に近付けないようにした。イートンが彼女をエスコートしても駄目だった。特に格式高いジェームズ・モンロー大統領とエリザベス夫人は招待しなかった。
1824年にマーガレットと会ったアンドリュー・ジャクソンは彼女の政治的洞察力とそれを表現する意欲に感銘を受けている。1828年4月に夫のティンバーレイク大尉の海上での遭難死が報道された時、ティンバーレイクが二人の浮気が原因で絶望した末に自殺したのではないかという噂が流れた。友人であるイートンを陸軍長官に起用しようとしていたジャクソンは彼に「彼女を愛しているのならば、すぐに結婚すべきだ」と強く結婚を勧め、二人は結婚した。1829年1月1日のことだった。これは女性が再婚する前に少なくとも夫の死から1年は待つというアメリカ社会の慣習に反しており、彼女に対する夫人達の反発が一層強まる結果となった。

## 再婚とスキャンダル
反イートン夫妻派の筆頭だったのがジョン・カルフーン副大統領とその妻、セカンドレディのフロリード・カルフーンだった。フローリデ夫人はマーガレットを嫌い、イートン夫妻を招くことを拒否した。1829年3月に発足したジャクソン政権の他の閣僚夫人全員もフローリデに追随し、マーガレットを新政権の閣僚夫人として認めることを拒否した。
ジャクソン大統領は一向に収まらない非難に対して激怒し、「私はここの淑女のために組閣するわけではない。国家のためだ」と怒鳴った。重婚の件で反対派から強く非難され、大統領就任直前に亡くなっていたレイチェル夫人とマーガレットの境遇を重ね、彼女を必死に擁護しようとした。マーガレットは前の夫との間に2人の子供をもうけていたが、ジャクソン大統領は「彼女は処女のように純潔である」と宣言した。その後に公式の閣僚晩餐会を開き、マーガレットを自分の隣に座らせた。ところが、彼女は大胆にも胸もあらわなローカット、片方の肩をむき出しにしたドレスで登場して夫人達の敵意を煽ってしまった。マーガレットが舞踏会に現れるとみな退散した。この女達の争いはペティコート事件と呼ばれた。
妻と死別して独身だったマーティン・ヴァン・ビューレン国務長官はイートン夫妻のためにパーティーを開き、また、他の人物にもパーティーを開かせるように働きかけた。この結果、カルフーンとヴァン・ビューレンによる本格的な政争に発展した。
ジャクソン大統領も頑固さを貫き通した。ついにはファーストレディの代役を務めていたエミリー・ドネルソンとその夫を、マーガレットを夕食会に誘うことを拒否したためにテネシー州へ送り返してしまった。ヴァン・ビューレンは解決策として自分とイートンがまず閣僚を辞任し、次いで大統領が他の閣僚にこれに追随するよう求めることを提議した。ジャクソン大統領はこれを受け入れ、全閣僚が辞任した。世間では「次の閣僚はみな独身か、妻は家に置いてくるのだ」という笑い話が流行した。ジャクソン大統領はこの時の態度を買ってヴァン・ビューレンを自身の後継者に指名し、一方でこの事件で評価を落としたカルフーンは大統領になる機会をふいにしてしまった。
イートンは1834年からフロリダ州知事を務めたが、同年に合衆国上院議員の議席を回復させることには失敗した。その後に1836年から1840年まで在スペイン特命全権公使を務め、マーガレットも夫と一緒にスペインに同行した。2人目の夫イートンは1856年11月17日に亡くなった。

## 3回目の結婚とその後の人生
2人目の夫の死から3年後の1859年6月7日、59歳になっていたマーガレットは孫娘エミリーの社交界デビューのために雇っていた19歳のイタリア人のダンス講師、アントニオ・ガブリエル・ブチアーニと3度目の結婚をした。この時に訪れた記者達は彼女の外見の魅力を語った。ある記者は彼女の美しく、燃えるような目の煌きと輝きを絶賛している。
この結婚生活は1866年にブチアーニがマーガレットの財産のほとんどを盗み、彼女の17歳の孫娘エミリーと一緒にイタリアに逃亡したことで終わりを迎えた。1869年にブチアーニとマーガレットの離婚が成立。その後にブチアーニはエミリーと結婚した。
マーガレットは晩年を孫のジョンと一緒に過ごした。そして、貧困と長い闘病生活に苦しんだ末、1879年11月9日に亡くなった。没年齢79。